# Marker Wadden
Marker Wadden est un programme de création de réserves naturelles composées d'îlots, vasières et de marais, dans le Markermeer, aux Pays-Bas. La première île a été inaugurée le 24 septembre 2016, d'autres sont en cours de construction.

## Contexte
Le Markermeer a été créé en 1976 lorsque l'IJsselmeer a été divisé par la construction de l'Houtribdijk. L'eau du lac est normalement évacuée par l'IJsselmeer, mais l'est aussi régulièrement à travers les voies navigables du Flevoland par les lacs de bordure en passant d'abord par le Veluwemeer; l'eau du Markermeer étant plus propre que celle de ces lacs, la concentration en nitrates et en phosphates peut ainsi être abaissée.
Néanmoins, l'eau du Markermeer pose des problèmes de qualité. Depuis les années 1990 de la boue provoque de la turbidité et la suffocation des formes de vie, en particulier au fond du lac. Les discussions sur la création du Markerwaard ont duré des années pour se terminer en 2003. Toutefois aujourd'hui plusieurs scénarios sur le devenir du Markermeer, de son écologie et des loisirs ont été étudiés.

## Présentation du projet

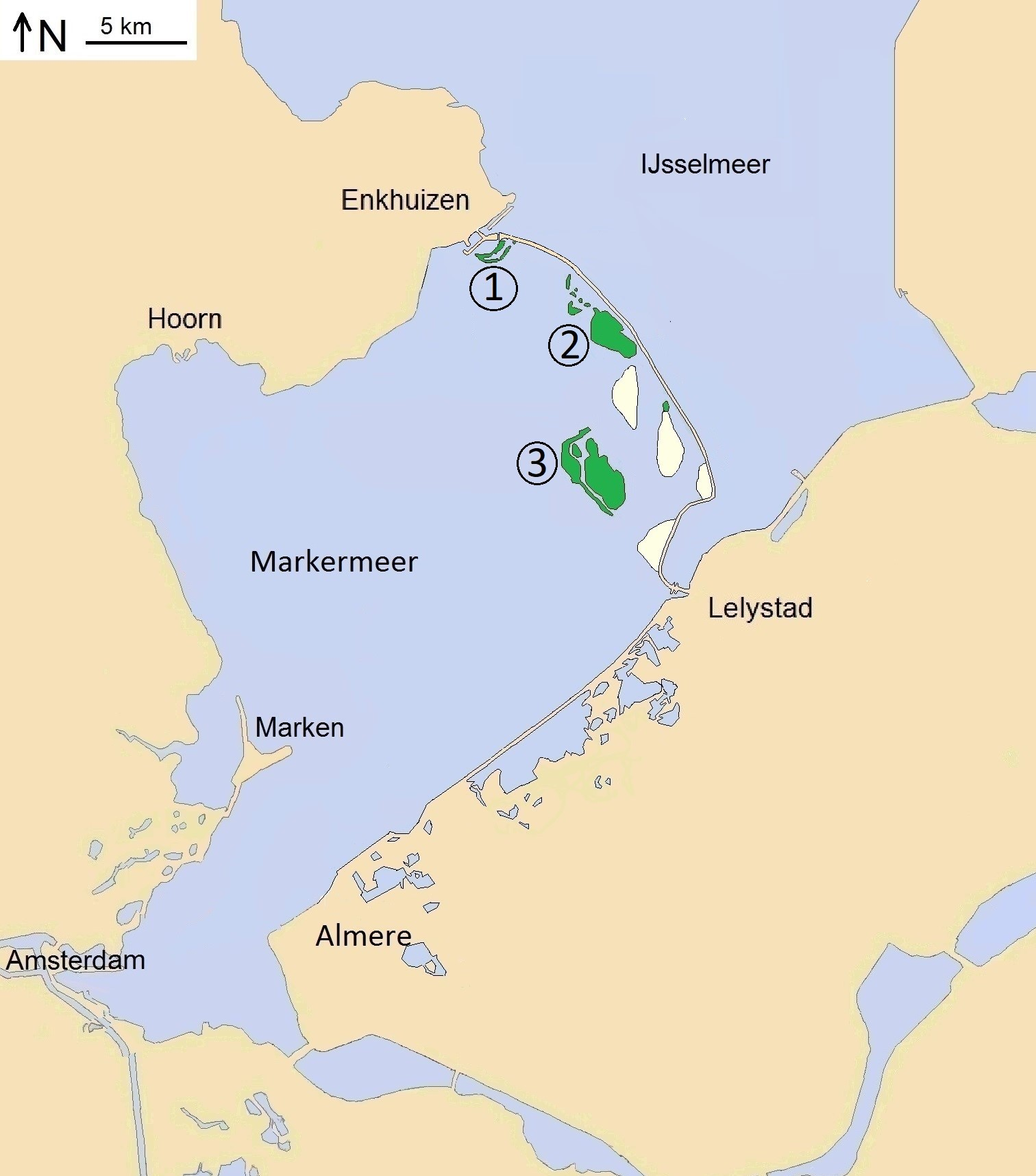
Îles artificielles du Markermeer (2022)
1 = Réserve naturelle du Hoornsche Gat (prototype)
2 = Trintelzand
3 = Marker Wadden
En pale = îles en projet.

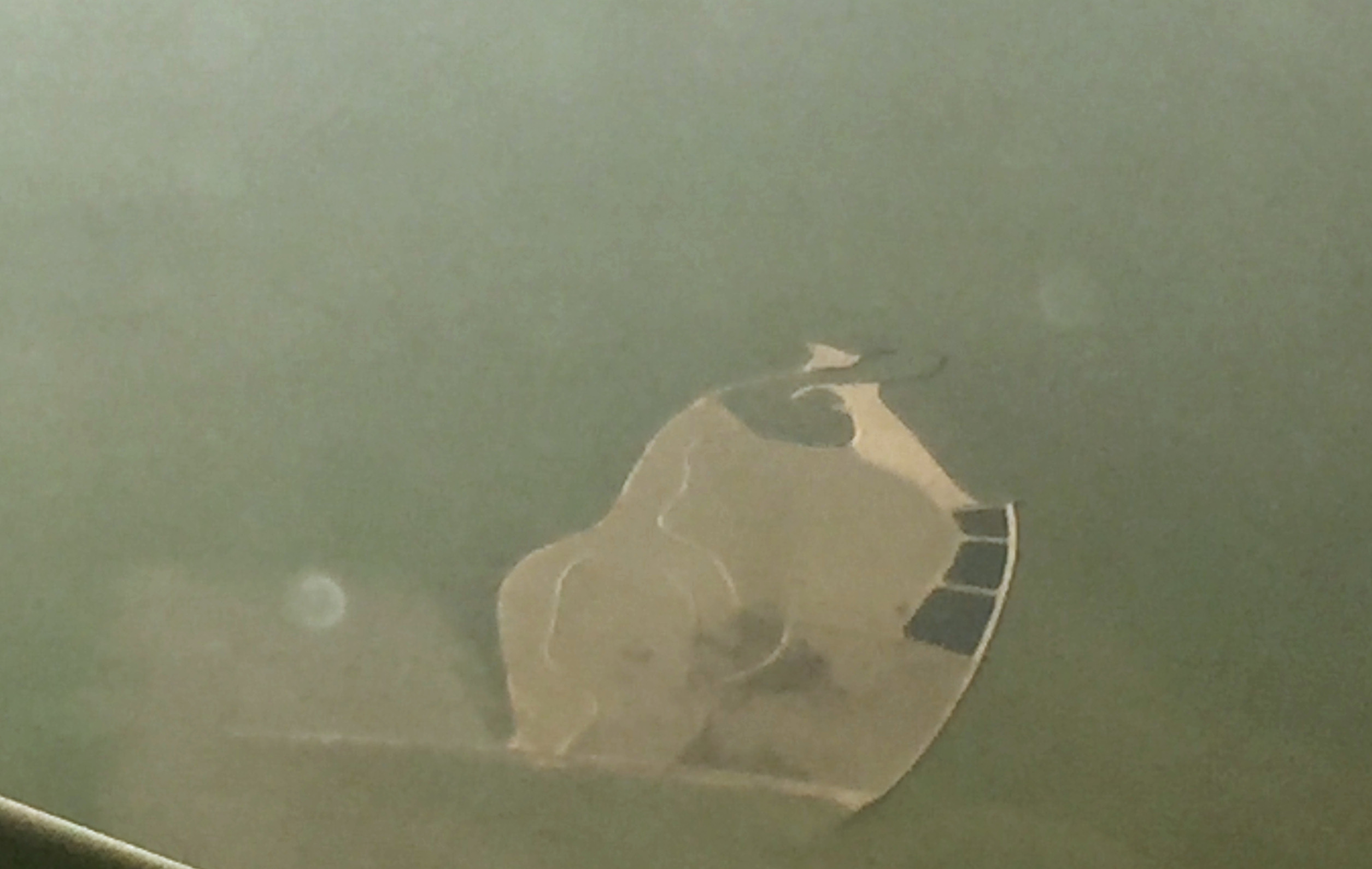
Vue d'avion de la première île, la végétation ne s'est pas encore développée.
La forme de l'île n'est pas encore définitive.

L'association pour la nature a présenté un projet en 2012 visant à créer des réserves naturelles dans le nord du Markermeer avec des îles et des vasières, des marais, des forêts de saules et des zones humides, comme dans la mer des Wadden (d'où le nom du projet), mais sans marée, puisque ce projet se situe dans un lac d'eau douce. Les réserves auront une superficie de 10 000 hectares dont 45 000 en surface et 55 000 sous l'eau (la superficie totale du Markermeer est de 70 000 ha). Des lieux de reproduction et des aires de repos pour les oiseaux seront créés.
Pour la construction des bancs de sable, des boues existantes seront utilisées.
Des tranchées seront creusées en utilisant des jets d'eau à haute pression. Par l'écoulement de l'eau aux endroits voulus des atolls seront créés avec des cloisonnements pour intégrer la boue afin de construire une île.
Les travaux ont commencé en avril 2016. La maîtrise d'œuvre pour cette phase est menée par Boskalis. Le 7 mars 2017, il a été annoncé que quatre îles supplémentaires seront prochainement créées et certaines parties seront ouvertes au public ; une digue protégera l'ensemble contre les tempêtes.
À partir du printemps 2021, deux nouvelles îles naturelles sont construites directement derrière les cinq premières îles du Marker Wadden. À l'abri des cinq premières îles, l'archipel sera agrandi d'environ 300 hectares de « nouvelle nature », sous l'eau et au-dessus de l'eau. Boskalis construit ces îles en plusieurs phases. Au total, 1300 hectares de « nouvelle nature » devraient avoir été créés d'ici la fin 2023.

## Financement et coopération
En 2012, Natuurmonumenten obtient 15 millions d'euros de la loterie nationale pour le projet. Au début de 2013, une contribution de 30 millions d'euros est venue du gouvernement, rendant le lancement du projet financièrement possible. Un projet de modification de l'occupation des sols a été établi. En février 2013, le protocole d'entente est signé par Marker Wadden Natuurmonumenten, le ministère de l'Infrastructure et de l'Environnement, le ministère de l’Économie, le ministère de l'Immobilier et du Développement national et le ministère des Affaires économiques, de l'Agriculture et de l'Innovation, visant à établir un accord de coopération pour développer et gérer la première phase du projet. Natura 2000 a participé au projet de nouvelle réserve naturelle. La Société d'ingénierie DHV a participé aux études. En 2013, la Rijkswaterstaat a commencé des essais de marécages. Ces travaux ne font pas partie du projet Marker Wadden, mais ils en sont en quelque sorte les précurseurs.
D'autres organisations ont participé au projet, notamment BirdLife Pays-Bas et ANWB.

## Gestion
Natuurmonumenten gère cette réserve naturelle. Le but est d'améliorer la richesse des oiseaux. La tranquillité de cette région attire les oiseaux aquatiques vulnérables. La présence de poissons, en particulier d'éperlans, est essentielle pour les oiseaux piscivores du Markermeer .
Dans le cadre du programme « Connaissance et développement du Marker Wadden , Rijkswaterstaat, Natuurmonumenten, Deltares et EcoShape étudient le développement de l'écosystème depuis plusieurs années. Selon un rapport intermédiaire de mai 2020, la nature du Marker Wadden évolue à une vitesse fulgurante. Des recherches de février 2020 ont déjà montré que la disponibilité des nutriments dans l'eau a considérablement augmenté grâce à la construction du Marker Wadden. On assiste à la prolifération d'une grande quantité d'insectes et d'autres petites espèces telles que des algues, des daphnies et des larves de poisson, qui à leur tour sont de la nourriture pour les oiseaux et les poissons.

## Constructions et raccordements
Des constructions ont été réalisées uniquement sur une seule des cinq îles, sur l'île portuaire de Marker Wadden. Des bâtiments sont construits pour les visiteurs, les naturalistes, la capitainerie, le gardiennage, une station de recherche, un pavillon insulaire/centre d'accueil et un hangar de gestion/travail; quatre maisons de vacances seront construites, soit un total de quatorze bâtiments. La plupart des maisons sont préfabriquées et construites à partir de bois provenant de forêts néerlandaises.
L'île n'est pas raccordée au réseau d'électricité, d'égout ou d'eau. Des panneaux solaires et une éolienne doivent fournir l'énergie. L'eau provient du Markermeer et est filtrée sur l'île ; l'eau sale est drainée à travers un filtre hélophyte.

## Critiques
La critique du plan vient notamment de l'Association IJsselmeer, parce que selon elle, ce plan ne présenterait que peu d'intérêt et que les boues pourraient étouffer le sol. Mais cette association ne s'oppose pas à ce projet, car elle y voit toutefois des points positifs. L'homme d'affaires écologiste Wouter van Dieren (nl) y voit quant à lui un plagiat de sa proposition de 1996.

## Prototype
Un prototype (ou pilote) ne faisant pas partie du projet a été achevé en 2013 près du naviduct, au nord de l'Houtribdijk; il fait environ 10 hectares et quelques arbustes s'y sont développés. C'est devenu une réserve naturelle dont le nom provisoire est réserve naturelle du Hoornsche Gat.